# Мишел Уелбек
Мишел Уелбек (фр. Michel Houellebecq; Сен Пјер, 26. фебруар 1956) француски је песник, романописац и есејиста.
Један је од најпопуларнијих и најконтроверзнијих француских писаца данашњице, добитник бројних књижевних признања.  За роман  Карта и територија, 2010. године добио је престижну Гонкурову награду.

## Биографија
Мишел Уелбек  рођен је 1956. године као Michel Thomas у Сен Пјеру, граду на француском острву Реинион надомак Мадагаскара. Његови родитељи, отац Рене Томас, планински водич, и мајка Луси Секалди, лекар анестезиолог, су убрзо изгубили интересовање за његово одгајање, и већ га са пет месеци шаљу код мајчиних родитеља у Алжир, где је живео до своје шесте године. Након тога живи у Француској, код очевих родитеља. Касније ће узети девојачко презиме мајке свог оца, и као Мишел Уелбек ући у историју француске књижевности.
Завршио је средњу школу у Моу, а припремну на Лицеју Шаптал (Lycée Chaptal) у Паризу. Од 1975. године студира на Националном институту за агрономију (Institut National Agronomoique Paris-Grignon). Већ тада је писао песме, и неколико објавио у књижевном часопису Карамазов. Дипломирао је агрономију 1980. године. Исте године се и оженио, а следеће добио сина Етјена. Брак је потрајао само пет година. Након развода се борио са депресијом, чак је боравио у психијатријским установама. 
Уследио је дуг период без запослења. Једно време је радио у француском парламенту као  пословни секретар.
У књижевни свет улази 1985. песмама објављеним у магазину La Nouvelle Revue. Прву збирку поезије Потрага за срећом је објавио 1991. Исте године објављује и биографију писца Х. Ф. Лавкрафта: против света, против живота и есеј Остати жив: метода.
Да би се издржавао радио је као компјутерски програмер, посао који је инспирисао његов први роман Проширење подручја борбе. Ова књига донела му је ширу публику.
Затим је објавио још једну књигу поезије Значење борбе. За поезију је добио награде Тристан Цара 1992. и
Награду Флоре 1996.
Следе романи Елементарне честице (1998), Платформа (2001) и Могућност острва (2005). Иако је роман Елементарне честице критичарка Њујорк Тајмса Мишхико Какутани оценила као "дубоко одбојно штиво", донео му је Награду Новембар и Интернационалну ИМПАК Даблин награду и проглашен је нихилистичким класиком.
Карта и територија, роман објављен 2010. године, освојио је престижну Гонкурову награду. Године 2011. објављена је његова имејл преписка с Бернар-Анријем Левијем под насловом Државни непријатељ.
Почетком 2015. године објављује роман Покоравање којим потврђује своју репутацију најконтроверзнијег светског аутора.
Покоравање пред читаоце ставља једну од могућих будућности, ону у у којем је Француска постала исламска држава. Роман је објављен на дан напада на париску канцеларију сатиричног часописа  Шарли Ебдо, који је те недеље објавио издање са карикатуром Уелбека на насловној страници.
Роман Серотонин изашао је почетком 2019. године.
Критика је његова дела често карактерисала као вулгарна, опсцена, расистичка и исламофобична, а због ставова које је износио у њима и својим интервјуима оптуживали су га да је расиста, женомрзац и исламофоб. Због антиисламских ставова, изјавио је да је "ислам најглупља религија", и оптужби за изазивање расне и верске мржње, 2005. године доспео је на суд. Ослобођен је оптужби, али након тога на неко време напустио Француску и живео у Ирској, а потом у Шпанији.
Године  2019. одликован је Националним орденом Легије части, као један од највећих савремених француских књижевника.

## Музика и филм
Уелбек је објавио и три ЦД-а на којима пева своју поезију.
Амерички рок певач Иги Поп је 2009. године објавио албум Preliminaries, инспирисан романом Могућност острва.
Холандски режисер Erik Lieshout је 2016. снимио документарац Остати жив, метода, по истоименом Уелбековом есеју. У филму се појављује и Уелбек, док Иги Поп чита есеј.
По роману Могућност острва , Уелбек је 2008. режирао истоимени филм, који је добио лоше критике. 
У играно документарном филму из 2014. Отмица Мишела Уелбека, француског редитеља Гијома Никлуа, глуми самог себе.

## Дела

### Романи
- Проширење подручја борбе (1994);
- Елементарне честице (1998);
- Платформа (2001);
- Могућност острва (2005);
- Карта и територија (2010);
- Покоравање (2015);
- Серотонин (2019);

### Остало
- Х. Ф. Лавкрафт: против света, против живота (1991), анализа живота и рада Х. Ф. Лавкрафта;
- Остати жив, метода, есеј (1991);
- Потрага за срећом, збирка поезије (1991);
- Значење борбе,  збирка поезије (1996);
- Интервенције, колекција есеја (1998);
- Ренесанса,  збирка поезије (1999);
- Ланзароте, збирка прича (2000);
- Државни непријатељ, преписка између Мишела Уелбека и Бернард-Анри Левија (2008);
- Не мирим се, антологија поезије 1991-2013 (2014);
- У присуству Шопенхауера, есеј (2017);

## Награде
- Награда Тристан Цара 1992. за Потрагу за срећом.
- Награда Флоре 1996. за Значење борбе.
- Награда Новембар 1998. за Елементарне честице.
- Књига године часописа Лире 1998. за Елементарне честице.
- Интернационална ИМПАК Даблин награда 2002. за енглески превод романа Елементарне честице.
- Награда Интернал 2005. за роман Могућност острва.
- Гонкурова награда 2010. за роман Карта и територија.
- Награда Националне библиотеке Француске 2015. за целокупан рад.
- Награда Освалд Шпенглер 2018. за целокупан рад.
- Награда La Tour Carnet  2018. за целокупан рад.[16]
- Аустријска државна награда за европску књижевност 2019.
- Национални орден Легије части 2019.[11]